# Fairly Local
Fairly Local es una canción escrita y grabada por el dúo musical estadounidense Twenty One Pilots, para su cuarto álbum de estudio Blurryface. "Fairly Local" fue subido a Youtube el 16 de marzo de 2015, siendo lanzado como sencillo al día siguiente. El vídeo fue dirigido por Mark C. Eshleman de Reel Bear Media.

## Personal
- Tyler Joseph – voz, sintetizadores, programación, guitarra eléctrica
- Josh Dun – batería, percusión

Otros
- Ricky Reed – Bajo, programación